# 拾音器

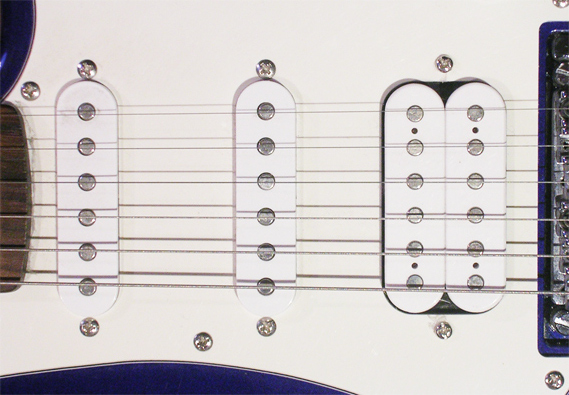
電吉他上的磁性拾音器

拾音器（英語：pickup）是一種引起機械振動的換能器，常見於弦樂器的裝置上，如電吉他、電貝斯、或電提琴，將樂音轉換成電子訊號，樂器經由導線連接到放大器或吉他音箱之類的揚聲器，以便於放大音量用來表演、錄音及廣播。

## 磁性拾音器

單線圈拾音器的接收音訊原理圖

磁性拾音器的構造是以一個棒狀永久磁鐵（如鋁鎳鈷合金）為中心，在周圍纏繞數千轉的漆包銅線圈。它一般被安裝在樂器琴身上，但也可以固定於琴橋、琴頸或護板上，如許多爵士電吉他和低音提琴。當附近的軟磁性琴弦震動時，發生調變，改變線圈的磁通量，造成線圈因電磁感應而產生交流電。訊號隨後經由導線被傳往放大器或錄音儀器。拾音器和電纜之間也可能設置內部前置放大機。普遍而言，拾音器可以說是磁路概念的應用，其中永久磁鐵所產生的磁阻，會隨琴弦的震動而有所改變。

### 記號
一把電吉他通常有多個磁性拾音器。拾音器的組合稱為「拾音器系統」或「拾音器裝置」，一般以「單」（S）表單線圈拾音器、「雙」（H）表雙線圈拾音器，依琴橋往琴頸的方向順序排列。常見的拾音器系統包括：

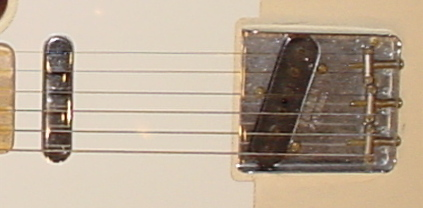
單-單（S-S），如：Fender Telecaster
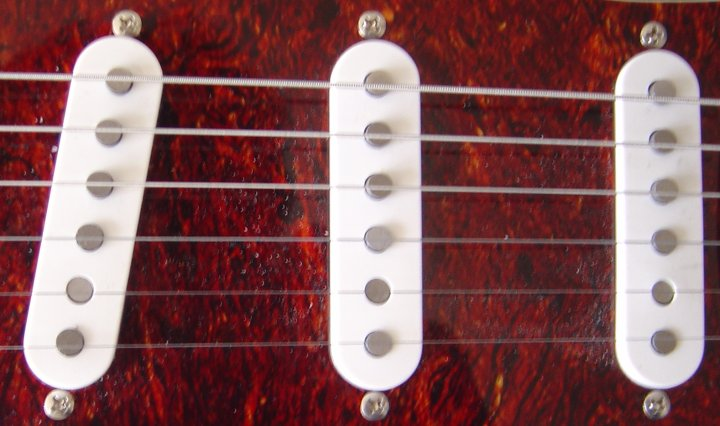
單-單-單（S-S-S），如：Fender Stratocaster
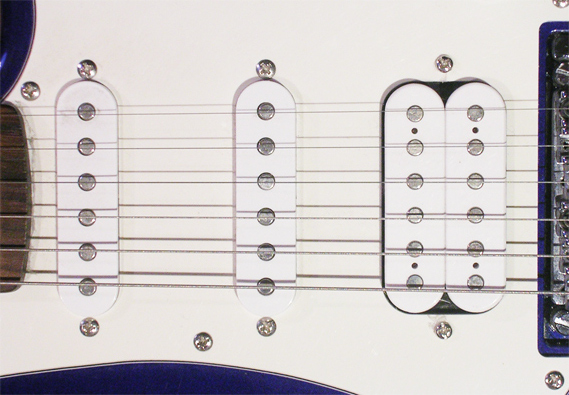
單-單-雙（S-S-H），如：Peavey Raptor EXP
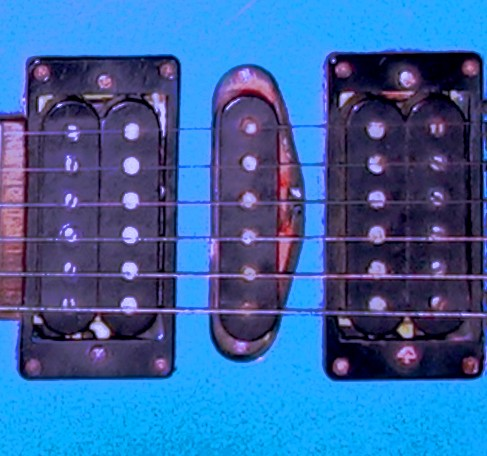
雙-單-雙（H-S-H），如：Superstrats

## 外部連結
- 電吉他拾音器類型 （页面存档备份，存于），小新的吉他館。